# Tetrix wadai
Tetrix wadai är en insektsart som beskrevs av Uchida, M. och Ichikawa 1999. Tetrix wadai ingår i släktet Tetrix och familjen torngräshoppor. Inga underarter finns listade i Catalogue of Life.